# Gmina Čađavica
Gmina Čađavica (chorw. Općina Čađavica) – gmina w Chorwacji, w żupanii virowiticko-podrawskiej. W 2011 roku liczyła 2009 mieszkańców.

## Miejscowości
Miejscowości wchodzące w skład gminy Čađavica:
- Čađavica
- Čađavički Lug
- Donje Bazije
- Ilmin Dvor
- Noskovačka Dubrava
- Noskovci
- Šaševo
- Starin
- Vraneševci
- Zvonimirovac